# Martie 2015
Acest articol este generat integral pe baza informațiilor din articolul 2015 și este actualizat periodic de un robot.
 Editările făcute în articol vor fi șterse la următoarea actualizare! Dacă doriți să faceți modificări, editați articolul-sursă.

ianuarie -
februarie -
martie -
aprilie -
mai -
iunie -
iulie -
august -
septembrie -
octombrie -
noiembrie -
decembrie
Martie 2015 a fost a treia lună a anului și a început într-o zi de duminică.

## Evenimente

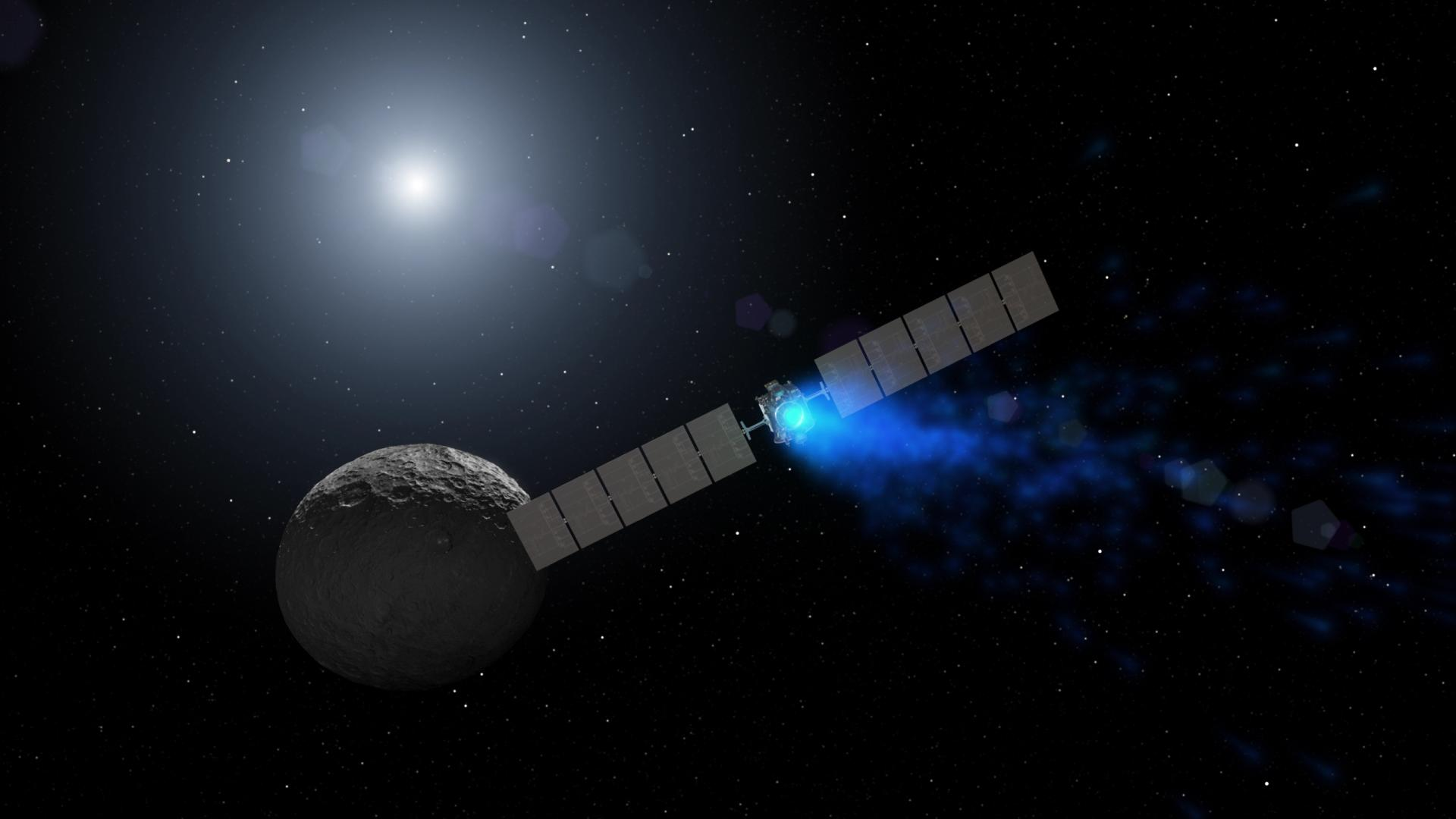
Sonda spațială Dawn lansată de NASA a intrat pe orbita planetei pitice Ceres.

- 1 martie: Estonia: În alegerile parlamentare, Partidul Reformei al premierului Taavi Rõivas câștigă cu 27,7 % din voturi, locul doi ocupându-l Partidul de Centru cu 24,8 % din voturi, Partidul Social-Democrat, a obținut 15,2 la sută din voturi, Uniunea Pro Patria și Res Publica (IRL), au câștigat 13,7 la sută din voturi.[1]
- 1 martie: Tabaré Vázquez este ales președinte al statului Uruguay.
- 6 martie: Sonda spațială Dawn lansată de NASA a intrat pe orbita planetei pitice Ceres.[2]
- 7 martie: Guvernul irakian informează că orașele antice Hatra și Nimrud au fost distruse de Statul Islamic, care a pretins că erau o blasfemie.[3]
- 8 martie: Se împlinește un an de când avionul Boeing 777 aparținând Malaysia Airlines, care făcea legătura între Kuala Lumpur și Beijing, cu 239 de persoane la bord, a dispărut de pe radar deasupra Golfului Thailandei. Aeronava nu a fost găsită.
- 17 martie: Partidul Likud al premierului israelian în exercițiu Benjamin Netanyahu a câștigat alegerile parlamentare în timp ce principalul său rival, Uniunea Sionistă a laburiștilor de centru-stânga, și-a recunoscut miercuri înfrângerea.[4]
- 18 martie: Nouăsprezece persoane, printre care 17 turiști străini, au fost ucise în atacul de la Muzeul Bardo din Tunisia; alte 24 de persoane au fost rănite.
- 20 martie: O eclipsă de soare, echinocțiul de primăvară (pentru cei care locuiesc în emisfera nordică) sau de toamnă (pentru cei din emisfera sudică), precum și o SuperLună au avut loc în acestă zi.
- 24 martie: Zborul 9525 al Germanwings aflat pe ruta Barcelona, Spania – Düsseldorf, Germania cu 150 de persoane la bord, se prăbușește într-o regiune muntoasă a Alpilor în apropiere de Digne-les-Bains, în sudul Franței.[5][6]
- 26 martie: Zborul 9525 al Germanwings: Procurorii francezi declară că dovezile susțin concluzia că Andreas Lubitz, copilotul german, a prăbușit în mod deliberat avionul.[7]
- 26 martie: Richard al III-lea, ultimul rege Plantagenet, care a murit în război acum 500 de ani, a fost exhumat și înmormântat la catedrala din Leicester, în cadrul unei ceremonii funebre grandioase.
- 29 martie: Alegătorii din Franța au mers la urne pentru alegerile departamentale, institutele de sondare a opiniei publice indicând victoria pentru partidul de dreapta UMP, condus de fostul președinte Nicolas Sarkozy și aliații săi de centru (UDI), care și-au asigurat controlul asupra a 65 până la 71 departamente din totalul de 101.[8]

## Decese
- 1 martie: Anatolie Logunov, 88 ani, fizician rus (n. 1926)
- 3 martie: Zoe Anghel Stanca, 95 ani, actriță și regizoare română (n. 1920)
- 4 martie: George Motoi, 79 ani, actor român (n. 1936)
- 4 martie: Ursula Șchiopu, 96 ani, profesor universitar român (n. 1918)
- 6 martie: Walter Biemel, 97 ani, filosof român de etnie germană (n. 1918)
- 6 martie: Iulian Topliceanu, 89 ani, general român (n. 1929)
- 8 martie: Dezső Kovács, 66 ani, medic român de etnie maghiară (n. 1948)
- 8 martie: Constantin Moraru, 88 ani, specialist în domeniul fiziologiei, biochimiei, geneticii și ameliorării plantelor (n. 1926)
- 9 martie: Marcel Dragomir, 70 ani, compozitor român (n. 1944)
- 10 martie: Aurel Niculescu, 91 ani,  general de aviație român (n. 1924)
- 12 martie: Terry Pratchett, 66 ani, scriitor american (n. 1948)
- 13 martie: Daevid Allen (n. Christoher David Allen), 77 ani, poet, chitarist, compozitor australian (Soft Machine, Gong), (n. 1938)
- 13 martie: Lia van Leer, 90 ani, pionieră și animatoare a vieții cinematografice din Israel (n. 1924)
- 13 martie: Maria Vicol, 79 ani, scrimeră olimpică română (n. 1935)
- 14 martie: Valentin Rasputin, 77 ani, scriitor rus (n. 1937)
- 15 martie: Eusebiu Ștefănescu, 70 ani, actor român de teatru și film (n. 1944)
- 15 martie: Alexandru Vlad, 64 ani, scriitor român (n. 1950)
- 15 martie: Alexandru Vlad, scriitor român (n. 1950)
- 16 martie: Buddy Elias, 89 ani, actor evețian și președinte al Fundației Anne Frank (n. 1925)
- 16 martie: Andy Fraser (n. Andrew McLan Fraser), 62 ani, muzician britanic (Free), (n. 1952)
- 18 martie: Grace Ogot, 85 ani, scriitoare kenyană (n. 1930)
- 19 martie: Mordecai Roshwald, 93 ani, scriitor american de etnie evreiască (n. 1921)
- 20 martie: Andrei Brezianu, 80 ani, prozator, eseist, traducator român (n. 1934)
- 21 martie: Panait I. Panait, 83 ani, istoric român (n. 1931)
- 21 martie: James Spicer, 89 ani, om politic britanic (n. 1925)
- 23 martie: Constantin Turtă, 74 ani, academician din R. Moldova (n. 1940)
- 23 martie: Lee Kuan Yew, 91 ani, prim-ministru al statului Singapore (1959-1990), (n. 1923)
- 24 martie: Oleg Bryjak, 54 ani, solist de operă german, născut în Kazahstan (n. 1960)
- 24 martie: Astrid Ivask, 88 ani, poetă letono-americană (n. 1926)
- 26 martie: Tomas Tranströmer, 83 ani, poet, traducător și psiholog suedez, laureat al Premiului Nobel (2011), (n. 1931)
- 27 martie: Olga Syahputra, 32 ani, actor de comede indonezian (n. 1983)
- 27 martie: Susumu Yokota, 54 ani, compozitor japonez (n. 1961)
- 30 martie: Ioan Atanasiu Delamare, 60 ani, artist grafic și profesor român (n. 1955)
- 30 martie: Ingrid van Houten-Groeneveld, 93 ani, astronomă neerlandeză (n. 1921)
- 30 martie: Preston James Ritter, 65 ani, baterist, instructor de tobe și autor de metode de percuție american (The Electric Prunes), (n. 1949)